# Островсько (Лодзинське воєводство)
Островсько (пол. Ostrowsko) — село в Польщі, у гміні Унеюв Поддембицького повіту Лодзинського воєводства.
Населення — 325 осіб (2011).
У 1975-1998 роках село належало до Конінського воєводства.

## Демографія
Демографічна структура станом на 31 березня 2011 року:
|          | Загалом | Допрацездатний вік | Працездатний вік | Постпрацездатний вік |
| -------- | ------- | ------------------ | ---------------- | -------------------- |
| Чоловіки | 164     | 23                 | 115              | 26                   |
| Жінки    | 161     | 16                 | 83               | 62                   |
| Разом    | 325     | 39                 | 198              | 88                   |